# Магнус III (Мекленбург)
Магнус III фон Мекленбург (на немски: Magnus III zu Mecklenburg; * 4 юли 1509, Щаргард; † 28 януари 1550, Бютцов) от фамилията Мекленбург на херцозите на Мекленбург-Шверин, е от 1516 до 1532 г. епископ на Шверин и първият лутерански администратор на епископство Шверин (1532 – 1550).

## Живот
Той е най-възрастният син на херцог Хайнрих V фон Мекленбург (1479 – 1552) и първата му съпруга Урсула фон Бранденбург (1488 – 1510), дъщеря на курфюрст Йохан Цицерон и Маргарета Саксонска (1449 – 1501). Майка му е сестра на Анна, съпругата на крал Фридрих I от Дания. Полубрат е на Филип (1514 – 1557), херцог на Мекленбург-Шверин.
На 11 юни 1516 г. седемгодишният Магнус е помазан за епископ. На 21 юли 1516 г. той е избран за епископ на Шверин и през 1532 г. е евангелийски администратор.
Магнус III е сгоден през 1542 г. за 19-годишната принцеса Елизабет Датска (* 14 октомври 1524; † 15 октомври 1586), най-възрастната дъщеря на датския и норвежки крал Фридрих I (1471 – 1533) и втората му съпруга принцеса София Померанска (1498 – 1568). Те се женят на 26 август 1543 г. в двореца в Кил. Бракът е щастлив, но бездетен.
Той умира на 28 януари 1550 г. в Бютцов на 40 години и е погребан при майка му в гробната капела на катедралата на Доберан. Вдовицата му Елизабет Датска се омъжва втори път на 16 февруари 1556 г. за херцог Улрих фон Мекленбург (1527 – 1603).